# 태풍 메칼라 (2015년)
태풍 메칼라 (태풍 번호: 1501, JTWC 지정 번호: 01W, 국제명: MEKKHALA)는 2015년 1월 14일부터 1월 19일까지 활동했고 최저기압 975 hPa를 기록했던 2015년의 제1호 태풍이다. 필리핀에 영향을 주었다. 메칼라는 태국에서 제출한 이름으로 천둥의 천사를 의미한다.

## 태풍의 진행
2015년 제1호 태풍 메칼라는 1월 14일 오후 3시에 중심기압 1000hPa, 최대풍속 18m/s, 강풍 반경 390km(북쪽 반경), 크기 '중형'의 열대폭풍으로 미국 괌 서남서쪽 약 770km 부근 해상에서 발생하였다.(일본 기상청 태풍정보 기준) 발생 당일부터 1월 16일 오전까지 발달 부진을 겪다가 1월 16일 오후부터 서~서남서진하며 급발달하여 필리핀 상륙을 앞둔 1월 17일 오전 9시에 필리핀 마닐라 동남동쪽 약 730km 부근 해상에서 중심기압 965hPa, 최대풍속 35m/s, 강풍 반경 390km(북쪽 반경)의 세력 '강', 크기 '중형'(일본 기상청 태풍정보 기준)의 태풍으로 최성기를 맞이하였다. 최성기 이후 서~서북서진하면서 다소 약화되었고, 1월 17일 오후 6시경 중심기압 980hPa, 최대풍속 28m/s(일본 기상청 태풍정보 기준)의 세력으로 필리핀 사마르섬에 상륙하였다. 필리핀 상륙 뒤 북서~서북서진하며 급격히 약화되었고, 1월 19일 오전 3시에 필리핀 마닐라 북북동쪽 약 190km 부근 육상에서 중심기압 1004hPa의 열대저압부로 약화되었다.(한국 기상청 태풍정보 기준으로는 중심기압 1002hPa)

## 같이 보기
- 2015년 태풍